# MBC 정오종합뉴스
《MBC 정오종합뉴스》는 MBC 표준FM에서 매일 낮 12시에 방송되는 MBC 표준FM의 낮 종합뉴스 프로그램이다.

## 기획 의도 / 개요
- 1961년 12월 2일부터 매일 낮 12시에 MBC 정오뉴스로 신설되었다. 이후 2018년 1월 29일부터 새해 개편으로 현재의 MBC 정오종합뉴스로 변경되었다가 2018년 8월 31일부터 MBC 정오뉴스로 환원되었고, 2018년 10월 8일부터 현재의 MBC 정오종합뉴스로 환원되었다.
- 편성표에는 예전처럼 MBC 정오뉴스로 표현된다.

## 방송 시간
| 방송 채널  | 방송 기간                          | 방송 시간                          |
| ---------- | ---------------------------------- | ---------------------------------- |
| MBC 표준FM | 1961년 12월 2일 ~ 1988년 4월 3일   | 매일 낮 12시 ~ 12시 40분 (40분)    |
| MBC 표준FM | 1988년 4월 4일 ~ 2000년 10월 22일  | 매일 낮 12시 ~ 12시 35분 (35분)    |
| MBC 표준FM | 2000년 10월 23일 ~ 2010년 5월 16일 | 매일 낮 12시 ~ 12시 30분 (30분)    |
| MBC 표준FM | 2010년 5월 17일 ~ 2018년 2월 4일   | 매일 낮 12시 ~ 12시 25분 (25분)    |
| MBC 표준FM | 2018년 2월 5일 ~ 2018년 10월 7일   | 매일 낮 12시 ~ 12시 15분 (15분)    |
| MBC 표준FM | 2018년 10월 8일 ~ 현재             | 매일 낮 12시 ~ 낮 12시 20분 (20분) |

## 앵커

### 평일
- 김상호/엄주원 (남) - 문화방송의 아나운서(격주교대)
- 박경추 (남)/정다희 (여) - 문화방송의 아나운서(격주교대)

### 주말
- 무작위 - 문화방송의 아나운서

## 지역권뉴스
2022년 6월 27일 기준으로 대전MBC가 주말 편성을 폐지하면서 모든 권역별 뉴스는 평일 한정으로 낮 12시 15분에 내보낸다. (MBC충북 한정 본사 수중계)
| 방송국      | 프로그램 타이틀                 | 진행자 |
| ----------- | ------------------------------- | ------ |
| 춘천MBC     | MBC 정오종합뉴스 강원           | 박지은 |
| 원주MBC     | MBC 정오종합뉴스 원주           | 김용석 |
| MBC강원영동 | MBC 정오종합뉴스 강원           | 민기원 |
| 전주MBC     | MBC 정오종합뉴스 전북권뉴스     | 이영래 |
| 광주MBC     | MBC 정오종합뉴스 광주·전남      | 노소정 |
| 목포MBC     | MBC 정오종합뉴스 목포·전남      | 허연주 |
| 여수MBC     | MBC 정오종합뉴스 전남동부권     | 김진호 |
| 대구MBC     | MBC 정오종합뉴스 대구·경북      | 무작위 |
| 안동MBC     | MBC 정오종합뉴스 경북           | 허환구 |
| 포항MBC     | 포항MBC 정오종합뉴스            | 전세용 |
| 제주MBC     | MBC 정오종합뉴스 제주           | 윤상범 |
| 울산MBC     | MBC 정오종합뉴스 울산           | 이관열 |
| 부산MBC     | MBC 정오종합뉴스 부산           | 무작위 |
| MBC경남     | MBC 정오종합뉴스 경남           | 이다슬 |
| 대전MBC     | MBC 정오종합뉴스 대전·세종·충남 | 유지은 |

## 타이틀 변천사
현재 타이틀은 2018년 10월 8일을 기준으로 한다.
| 기수 | 타이틀           | 방송 기간                         |
| ---- | ---------------- | --------------------------------- |
| 1기  | MBC 정오뉴스     | 1961년 12월 2일 ~ 2018년 1월 28일 |
| 2기  | MBC 정오종합뉴스 | 2018년 1월 29일 ~ 2018년 8월 30일 |
| 3기  | MBC 정오뉴스     | 2018년 8월 31일 ~ 2018년 10월 7일 |
| 4기  | MBC 정오종합뉴스 | 2018년 10월 8일 ~ 현재            |

## 동시 시간대 뉴스 프로그램
- KBS 제1라디오 정오종합뉴스 (KBS 제1라디오)
- cpbc 정오종합뉴스 (cpbc 가톨릭평화방송)
- BBS 정오종합뉴스 (BBS FM)
- 경인방송 정오종합뉴스 (경인방송)
- TBS 정오뉴스 (TBS FM)
- TBN 정오뉴스 (TBN 한국교통방송)
- KFN 라디오 뉴스 (KFN 라디오)